# Dana Barros
Dana Bruce Barros (* 13. April 1967 in Boston, Massachusetts) ist ein ehemaliger US-amerikanischer Basketballspieler, der seine gesamte Profikarriere in der NBA aktiv war. Im Jahre 1995 erhielt Barros den NBA Most Improved Player Award.

## Karriere
Barros begann seine Karriere bei den Seattle SuperSonics, wo er einige Jahre als Backup für All-Star Gary Payton spielte. Im Sommer 1993 wurde er zunächst für Kendall Gill zu den Charlotte Hornets und kurz danach für Hersey Hawkins zu den Philadelphia 76ers transferiert. Bei den 76ers wurde Barros in die Startaufstellung befördert. Er steigerte seine statistische Werte auf 13 Punkte und 5 Assists pro Spiel.
In seinem zweiten Jahr bei den Sixers gelang Barros der Durchbruch. Ihm gelang in der Saison 1994–95 ein 50-Punkte-Spiel gegen die Houston Rockets, zudem erzielte er einige Wochen später, mit 25 Punkten, 10 Rebounds und 15 Assists, ein Triple Double gegen die Orlando Magic. Er erzielte in dieser Saison 20,6 Punkte, traf dabei 46,4 % seiner Dreipunktwürfe, verteilte 7,5 Assists, holte 3,3 Rebounds und errang 1,8 Steals in allen 82 Saisonspielen. Zudem wurde er in das NBA All-Star Game 1995 eingeladen. Für diese Leistungssteigerung wurde er mit dem NBA Most Improved Player Award ausgezeichnet. Nach der Saison wechselte er als Free Agent in seine Heimatstadt Boston, zu den Boston Celtics. Bei den Celtics kam er als „Sechster Mann“ überwiegend von der Bank und erzielte in fünf Jahren etwa 10 Punkte im Schnitt. Im Sommer 2000 wechselte er zu den Detroit Pistons, wo er zwei Jahre spielte. Er kehrte 2004 zu den Celtics noch einmal zurück und bestritt ein Spiel, ehe er seine Karriere endgültig beendete.
Er erzielte in seiner Karriere 10,5 Punkte, 3,3 Assists und 1,9 Rebounds im Schnitt. Trotz seiner für den Basketball geringen Größe, traf Barros in seiner Karriere respektable 46 % seiner Feldwürfe und 41 % seiner Dreipunktwürfe.
Heute trainiert er das Newbury College als Basketballtrainer.